# Cristorel
Cristorel – wieś w Rumunii, w okręgu Kluż, w gminie Așchileu. W 2011 roku liczyła 422 mieszkańców.